# ダグラス郡区 (アイオワ州アダムズ郡)
ダグラス郡区（英: Douglas Township）は、アメリカ合衆国、アイオワ州、アダムズ郡にある12の郡区の一つである。2000年の国勢調査で、人口は178人だった。

## 地理
ダグラス郡区は、90.2平方キロメートル（34.83平方マイル）で、Carbonが含まれている。
アメリカ地質調査所によると、この郡区はThompsonの1つの霊園が含まれている。